# KPD Stara Gradiška
KPD Stara Gradiška zloglasna je zatvorska ustanova u Staroj Gradišci. Poznata je kao »mučilište i gubilište« hrvatskih političkih osuđenika.

## Povijest
Jedan je od najstarijih u Europi. Datira iz Napoleonova vremena. Unutarnjost je površine 20.000 četvornih metara. Stara Gradiška je više od stoljeća bila u službi zatvora. Tvrđavu je sagradila Habsburška Monarhija sredinom 18. stoljeća. Zbog te tvrđave cijela je Stara Gradiška proglašena spomenikom kulture nulte kategorije. Od te stare tvrđave ostale su danas još tri zgrade. 
Kaznionica je bila bivši časnički paviljon. Uvjeti u kaznionici u Jugoslaviji bili su užasni. Zatočenika su odmah strigli do gola, prašili DDT-om i mjesec dana izolirali. Da bi zaradili bonove za cigarete, kavu i čaj, morali su raditi. Novac nije bilo dozvoljeno unositi. Zatvorenici su bili u nevelikoj prostoriji, bez vode, grijanja i kanalizacije, po trideset i dvoje. Imali su jednu kantu za vodu i jednu kantu za nuždu. Zimi je zbog lošeg grijanja bilo strašno hladno, a kondenzacija u sobi bila je takva da bi rukom po zidu skupljali vodu. Zatvorenicima su smjeli doći samo članovi uže obitelji i to uz najavi i samo jednom mjesečno. Isto tako su smjeli primati pisma i pakete, tek jednom mjesečno, te jednom mjesečno smjeli su na njih odgovoriti. Paketi nisu smjeli biti teži od tri kilograma. Pisma koja su pisali nisu smjela biti duža od 32 reda, sve preko toga se rezalo. Novine su prolazile kroz ruke cenzora koji su izrezivali sve tekstove u kojima se spominjao kriminal, terorizam i sl. Sve je to bilo pod uvjetom da nisu bili režimu na oštrici, jer onda su važili još stroži uvjeti. Opasnost je prijetila osobito i od drugih zatvorenika koji su vjerovali da će, ako isprovociraju političkog zatvorenika, imati blaže uvjete izdržavanja kazne. Uprava je na oglasnu ploču stavljala obavijesti o tome kome se molbe odbijaju, ali nisu navodili o kakvoj se molbi radi.

## Monografije
- Franić, Augustin. 2009. KPD Stara Gradiška: mučilište i gubilište hrvatskih političkih osuđenika. Dubrovnik.